# Филипс
Вижте пояснителната страница за други значения на Филипс.
Филипс (на нидерландски: Koninklijke Philips N.V., букв. Кралски Филипс, стилизирано PHILIPS) е нидерландска компания, която е сред най-големите световни производители на електроника.
През 2006 г. компанията реализира продажби за 27 милиарда евро и е работодател на 134 000 души в повече от 60 страни. „Филипс“ е разделена на дъщерни компании в зависимост от производствения сектор: Philips Consumer Lifestyle (преди Philips Consumer Electronics и Philips Domestic Appliances and Personal Care); Philips Lighting; Philips Healthcare (преди Philips Medical Systems).
Филипс имат издадени акции на Евронекст и на Нюйоркската фондова борса.

## История
Компанията е основана през 1891 г. в Айндховен от Жерар Филипс и баща му Фредерик Филипс (братовчед на Карл Маркс). Четири години по-късно се включва и братът на Жерар, Антон. Първоначално фирмата произвежда електрически крушки и други електротехнически артикули. Сградата на първата фабрика, където е започнало производството, сега е превърната в музей.
През 1918 г. започва производството и на електронни лампи, по това време фирмата наброява 4000 души. През 1927 г. „Филипс“ закупува британската компания за електронни лампи Mullard, а през 1932 г. – германската Valvo, които стават подразделения на фирмата-майка. През 1938 г. в европейски градове се предлагат първите телевизори на „Филипс“. На следващата година е представена на пазара електрическата самобръсначка Филишейв, чийто основен принцип на работа се прилага и понастоящем. По онова време в компанията работят над 45 000 души.
На 11 март 1927 г. стартира нова радиостанция PCJ, собственост на фирмата. По време на Втората световна война предаванията временно са спрени. След края на войната радиостанцията сменя името си на Radio Netherlands, която излъчва и до днес.

### Втора световна война
На 9 май 1940 г. директорите на „Филипс“ получават информация за предстоящото (на 10 май 1940) нахлуване на германските войски в Нидерландия. Те решават да напуснат страната и заминават за САЩ с голяма част от капитала на фирмата. От Съединените щати, работейки като North American Philips Company, те успяват да ръководят фирмата по време на войната. Същевременно компанията е преместена формално на Нидерландските Антили, за да бъде далеч от германски ръце.
Единственият член от семейство Филипс, който остава в Нидерландия през войната, е Фриц Филипс, син на Антон. Голямото количество доставки на компанията за Германия навежда много хора на мисълта, че „Филипс“ подпомага нацистите. Всъщност нищо не е могло да попречи на германците да използват производствените мощности и принудителния труд на работниците за свои цели, фирмата е поставена под принудително германско управление. Факт е, че Фриц Филипс спасява живота на 382 евреи, декларирайки пред окупаторите, че те са незаменими за производството. През 1996 г. той е награден за това с орден „Яд Вашем“, връчен му от израелския посланик.

### Следвоенен период
По време на войната фабриките на Филипс са тежко бомбардирани. Веднага след установяването на мира започва отново тяхното изграждане. Успоредно с това се появяват нови фабрики по всички части на света.
През 1950 г. Филипс навлиза и в звукозаписната индустрия със закупуването на 80% дял от Deutsche Gramophon Geselschaft, преименувана по-късно на PolyGram.

#### 1945 – 2001
След войната компанията е преместена обратно в Нидерландия, със седалище в Айндховен. Много тайни изследователски съоръжения са били запечатани и успешно скрити от очите на нашествениците, което позволява на компанията много бързо да се възстанови отново след войната.
През 1949 г. компанията започва да продава телевизори. През 1950 г. тя формира Филипс Рекърдс. 
През 1963 г. „Филипс“ представя първата компакт-касета („Compact Cassette“) с магнитна лента, чийто успех е голям. Звукозаписните касети с магнитна лента „Compact cassette“ първоначално са използвани в диктофоните за нуждите на стенографите и от професионалните журналисти. С подобрението в качеството на звука, аудиокасетите започват да бъдат използвани и за запис на музикални изпълнения, което ги извежда като втората масова медия, наред с грамофонните плочи, използвани за разпространение на музикални записи. 
Филипс представя за първи път комбинация от преносимо радио и касетофон, която излиза на пазара като „radiorecorder“. По-късно касетата се използва и при телефонните секретари под специална форма, в която лентата е навита в кръг. Компакт-касетата е използвана като първото масово устройство за архивиране на информация при първите персонални компютри през 70-те и 80-те години. Филипс смалява размера на касетата за професионални нужди с въвеждането на мини-касетата. Тя не е толкова успешна като микрокасетата на Olimpus. Тази технология е доминираща до изобретяването на цифровите диктофони. 
През 1972 г. Филипс представя в Англия първата в света домашна система за запис на видео N1500. Нейните сравнително обемисти видеокасети могат да правят записи от 30 или 45 минути. По-късно на пазара се появяват и ленти, които дават възможност за едночасови записи. Тъй като конкуренцията от страна на Sony и VHS не закъснява, Philips въвежда системата N1700, която позволява двустранен запис върху лентата. Тогава за първи път двучасов филм може да се побере на една видеокасета. През 1977 г. компанията започва излъчването във Великобритания на специален филм, промотиращ тази система, с участието на комика Денис Нордън. Технологията е бързо копирана от японските производители, чиито ленти са значително по-евтини. Philips прави един последен опит за нов стандарт за видео записващи устройства със системата Video 2000, използваща ленти, които могат да записват и от двете страни и имат общо 8 часа време за запис. Същевременно Philips продавали своите системи по стандарт PAL и в Европа, докато японските производители продавали в световен мащаб. Това се оказва непреодолимо препятствие пред Philips. Поради тази причина те оттеглят своята система V2000 и се присъединяват към групата на VHS.
Philips развива технологията за запис на видео LaserDisc бързо, но се забавя с нейното рекламиране поради опасения, че продажбите на видеорекордерите им ще спаднат. По-късно Philips се сдружава с MCA, за да може заедно да сложат началото на първите плеъри и на стандарт за LaserDisc. През 1982 г. Philips в сътрудничество със Sony стартира ерата на компактдисковете; този формат еволюира в DVD и Blu-ray, разработени при партнирането на Philips и Sony през 1997 г. и 2006 г. съответно.
През 1991 г. името на компанията е променено от NV Philips Gloeilampenfabrieken на Philips Electronics NV. В същото време North American Philips официално е разпуснат и е сформиран нов корпоративен отдел в САЩ с името Philips Electronics North America Corp.
През 1997 г. служителите на компанията решават да преместят седалището от Айндховен в Амстердам, заедно с промяна в корпоративното име на Koninklijke Philips Electronics NV (Koninklijke („кралска“) е почетна титла, която кралят на Нидерландия може да дава на компаниите). Преместването е завършено през 2001 г. Първоначално фирмата се помещава в кулата „Рембранд“, но през 2002 г. се преместват отново, този път в кулата „Брайтнер“. Philips Lighting, Philips Research, Philips Semiconductors (отделила се като NXP през септември 2006 г.) и Philips Design, все още се намират в Айндховен. Philips Healthcare е със седалище и в два града – Бест, Нидерландия (близо до Айндховен) и Андовър, Масачузетс, САЩ (близо до Бостън). 
През 2000 г. Philips купуват Optiva Corporation – производител на електрическите четки за зъби Sonicare. Компанията е преименувана на Philips Healthcare Oral и става филиал на DAP Philips.

#### 2001 – 2011
През 2004 г. Koninklijke изоставя слогана „Let's make things better“ (Нека подобрим нещата) в полза на новия: „Sense and simplicity“ (Смисъл и простота).
През декември 2005 г. Филипс обявява намерение да продаде или да разпусне отдела за полупроводници. На 1 септември 2006 г. е обявено в Берлин, че отделът се обособява в отделна компания с име NXP Semiconductors. На 2 август 2006 г. Филипс сключва окончателно споразумение, с което контролният дял от 80,1% на NXP Semiconductors се продава на консорциум от частни инвеститори, състоящи се от Kohlberg Kravis Roberts & Ко (KKR), Silver Lake Partners и AlpInvest Partners. На 21 август 2006 г. Bain Capital и Apax Partners обявяват, че са подписали окончателно споразумение да се присъединят към консорциума – процес, който е завършен на 1 октомври 2006 г. През 2006 Philips изкупува Lifeline Systems със седалище във Фрамингам, Масачузетс. 
През август 2007 г. Филипс придобива компанията Ximis Inc със седалище в Ел Пасо, Тексас, заради подразделението им за медицинска информатика. През октомври 2007 г. закупува разрешително Moore Microprocessor Patent (MPP) от TPL Group. 
На 21 декември 2007 Philips и Respironics Inc обявяват окончателното споразумение, по силата на което Philips придобива всички акции в обращение на Respironics, за $66 долара на акция, или обща покупна цена от около 3,6 милиарда евро (5,1 милиарда долара) в брой.
На 21 февруари 2008 г., Филипс завършва придобиването на VISICU Балтимор, Мериленд, чрез сливането на непряко притежаваното дъщерно дружество във VISICU. В резултат на това сливане, VISICU се превръща в непряко притежавано от Philips дъщерно дружество. VISICU е създател на концепцията eICU за използването на телемедицината при наблюдението и грижата за пациентите в интензивните отделения на медицинските центрове.
Лабораторията по физика на Филипс бива намалена в началото на 21 век поради стремежа на компанията да бъде иноватор в областта на потребителската електроника, разчитайки на фундаментални изследвания. 

#### След 2011 година
През януари 2011 г. Филипс се споразумява да придобие активите на Preethi, водеща компания за кухненски уреди, базирана в Индия. 
Поради факта, че през третата четвърт на 2011 г., нетната печалба спада с 85%, Филипс обявява премахването 4500 работни места от щата си, за да изпълни изискванията по проект за съкращаване на разходите с €800 милиона ($1100 милиарда), съответно увеличаване на маржа на печалба и постигане на финансовите цели на компанията. 
През март 2012 г. Филипс обявява намерението си да продаде или да прехвърли дейността по производство на телевизори на TPV Technology. 
През 2011 г. компанията обявява загуба на стойност €1.3 милиарда, но успява да отчете нетна печалба в Q1 и Q2 2012 г. 
На 5 декември 2012 г. антитръстовите регулатори на Европейския съюз глобяват Philips и няколко други големи компании за фиксиране на цените на телевизионните катодно-лъчеви тръби от два картела. 
На 29 януари 2013 г. е обявено, че Филипс се е споразумяла да продаде своите аудио и видео дейности на японската компания Funai Electric за €150 милиона, като по план аудио бизнесът трябва да се прехвърли към Funai през втората половина на 2013 г., а видео бизнесът – през 2017 г. Като част от сделката, Funai плаща такса за лиценз на Philips, заради използването на марката на Philips. Споразумението за покупката е прекратено от страна на Филипс през октомври, заради нарушения по договора. 
През април 2013 г., Филипс си сътрудничи с Paradox Engineering при реализирането на „пилотен проект“ за разработване на система за управление на свързано в мрежа улично осветление. Този проект е одобрен от обществената комисия на Сан Франциско, отговаряща за комуналните услуги (SFPUC).
През 2013 г., Филипс премахва думата „Electronics“ от своето име, което става Royal Philips NV. 
На 13 ноември 2013 г. Филипс представя новата си линия „Innovation and You“ („Иновацията и ти“) и нов дизайн на своя герб. Екипът на Philips посочва, че целта на тази промяна е да се покаже еволюцията на компанията и да се подчертае, че иновациите са от значение само тогава, когато се основават на разбирането на нуждите и желанията на хората.
На 28 април 2014 Филипс се сключва споразумение да продаде своето дъщерно дружество за битова електроника Woox Innovations на Gibson Brands за $135 милиона.
През 2015 г. подразделението за медицинско оборудване е допълнено с купената за 1,2 млрд. щ.д. Volcano Corporation.
През май 2016 г. подразделението за осветителна техника Philips Lighting е отделено в самостоятелна компания Signify, акциите ѝ са регистрирани на Амстердамската фондова борса. В течение на 2017 г. групата Philips продава основната част от своя дял в тази компания, като в края на 2018 г. Philips притежава 16,5% от акциите на Signify. Оборотът на това поделение възлиза на около 7 млрд. €, в него работят 40 хил. служители.

## Корпоративни дела

### Мениджърски екип
Минали и настоящи директори на компанията:
- 1891 – 1922: Жерар Филипс
- 1922 – 1939: Антон Филипс
- 1939 – 1961: Франс Отън
- 1961 – 1971: Фриц Филипс
- 1971 – 1977: Хенк ван Риймсдайк
- 1977 – 1981: Нико Роденбург
- 1982 – 1986: Висе Декър
- 1986 – 1990: Корнелис ван дер Клюхт
- 1990 – 1996: Ян Тимер
- 1996 – 2001: Кор Бунстра
- 2001 – 2011: Джерард Клайстерли
- 2011 – : Франс ван Хаутен[7]

### Придобиване на нови дружества
Придобитите от Philips компании през годините включват Amperex, Magnavox, Signetics, Mullard, VLSI, Agilent Healthcare Solutions Group, Marconi Medical Systems, ADAC Laboratories, ATL Ultrasound, части от Westinghouse и отделите за потребителска електроника на Philco and Sylvania. Philips изоставя търговската марка Sylvania, която сега е собственост на Havells Sylvania. Изключение правят клоновете в Австралия, Канада, Мексико, Нова Зеландия, Пуерто Рико и САЩ, където Sylvania е собственост на Osram, звено на Siemens. Компанията за производство на светлинни диоди Lumileds, сформираното през ноември 1999 г. като дружество с равни дялове между Philips и Agilent Technologies, става дъщерно дружество на Phillips Lighting през август 2005 година, a през декември 2006 г. става пълна собственост на Philips.

## Дейност
Philips е регистрирана в Нидерландия, като дружество с ограничена отговорност и е със седалище в Амстердам. В края на 2011 г. Philips имат 124 производствени щаба в 26 държави и функционират в около 100 страни.
Philips е организирана в три основни подразделения: Philips Consumer Lifestyle (домакински уреди и продукти за лична грижа), Philips Healthcare (бивше Philips Medical Systems) и Philips Lighting. Филипс достига общи приходи в размер на € 22,579 милиарда през 2011 г., от които € 8.852 милиарда генерирани от Philips Healthcare, € 7.638 милиарда от Philips Lighting, €5.823 милиарда от Philips Consumer Lifestyle и €266 милиона от групови дейности. В края на 2011 г. Philips има общо 121 888 служители, от които около 44% работят във Philips Lighting, 31% във Philips Healthcare и 15% във Philips Consumer Lifestyle.
През 2011 г. Philips инвестира общо €1,61 милиарда в научноизследователска дейност и развитие, което се равнява на 7,1% от продажбите. „Интелектуална собственост и стандарти“ е отделът, отговорен за лицензирането, защитата на търговската марка и патентоването в цялата група на Philips. Philips притежава около 54 000 патентни права, 39 000 търговски марки, 70 000 права върху дизайни и 4400 имена на домейн регистрации. 

### Азия

#### Пакистан
Philips провежда активни дейности в Пакистан от 1948 г. насам и има свое дъщерното дружество там, Philips Electrical Industries на Pakistan Limited. 
Брандът има производство в Карачи и два регионални офиса за продажби – в Лахор и Равалпинди. 
Главният изпълнителен директор на пакистанския клон е Асад Джафар. 

#### Китай
Philips Hong Kong започва дейността си през 1948 г. В сградата на Philips в Научния парк на Хонг Конг се намират много от централите на Audio Business Unit Philips. Там се намират също и регионалния офис на Asia Pacific Philips и централата на дизайнерския отдел, отделът за домакински уреди и продукти за лична грижа, отделът за осветителни тела и отделът за медицински системи и продукти. 
В началото на 2008 г. Philips Lighting, подразделение на Royal Philips Electronics, отваря малък инженерен център в Шанхай, за да адаптира продуктите на компанията за разпространението им в Азия.

#### Индия
Philips започва дейността си в Индия през 1930 г. със създаването на Philips Electrical Co. (India) Pvt Ltd, в Калкута, като аутлет на вносни лампи на Philips. През 1938 г. Philips създава първия си завод за производство на индийски лампи в Калкута. През 1948 г. Philips започва производство на радиостанции в Калкута. През 1959 г. втора радиофабрика е създадена близо до Пуна. През 1957 г. компанията се превръща в акционерно дружество, преименувано на „Philips India Ltd“. През 1970 г. нова фабрика за потребителска електроника започва да функционира в Пимпри, близо до Пуна; фабриката е затворена през 2006 г. През 1996 г. е създаден софтуерен център на Philips в Бангалор, по-късно преименуван на Philips Innovation Campus. През 2008 г. Philips India навлиза на пазара за пречистване на вода.

#### Израел
Philips действа в Израел от 1948 г., а през 1998 г. променя своята организация до изцяло притежавано дъщерно дружество, Philips Electronics (Israel) Ltd. Фирмата разполага с 600 служители в Израел и генерира продажби от над $300 милиона през 2007 г.
Philips Medical Systems Technologies Ltd (Хайфа) е разработчик и производител на компютърна томография (CT), медицински системи за изображение и за диагностика. Компанията е основана през 1969 г. като Elscint от Elron Electronic Industries и е придобита от Marconi Medical Systems през 1998 г., която през 2001 г. е придобита от Philips. 
Philips Semiconductors в началото оперира в голям диапазон от услуги в Израел; които сега са част от NXP Semiconductors.

### Европа

#### Франция
Philips Франция е със седалище в Сюрен. В компанията работят повече от 3600 души в цялата страна. 
Philips Lighting има производствени съоръжения в Шалон-сюр-Сон (флуоресцентни лампи), Шартър (автомобилната осветление), Ламот-Бьоврон (архитектурно осветление от светодиоди и професионално вътрешно осветление), Лонгвик (лампи), Мирибел (външно осветление), Ньовер (професионално вътрешно осветление).

#### Гърция
Philips Гърция е със седалище в Маруси, Атина. Към 2012 г. Philips няма производствени звена в Гърция. 

#### Италия
Philips основава италианския си щаб през 1918 г., разполагайки го в Монца (Милано), където той все още оперира, но само за търговска дейност.

#### Полша
Отделите на Philips в Полша включват: Европейски финансов и счетоводен център в Лодз; Philips Lighting съоръжения в Белско-Бяла, Пабианице, Пила and Kętrzyn; Philips Domestic Appliances в Бялисток.

#### Великобритания
Philips UK е със седалище в Гилдфорд, Съри. В компанията работят над 2500 души за цялата страна. 
- Philips Healthcare Informatics, Белфаст, развива софтуерни продукти свързани със сектор Здравеопазване.
- Philips Consumer Products, Гилдфорд осигурява продажбите и маркетинга за телевизори, включително High Definition телевизори, DVD рекордери, Hi-Fi и портативни аудио устройства, CD записващи устройства, PC периферия, безжични телефони, домакински и кухненски уреди, уреди за лична грижа (самобръсначки, сешоари за коса, грижа за кожата и хигиена на устната кухина).
- Philips Dictation Systems, Колчестър, Есекс.
- Philips Lighting: продава от Гилдфорд и произвежда в Хамилтън, Ланкашър.
- Philips Healthcare, Райгейт, Съри. Продажби и техническа поддръжка за рентгеново лъчение, ултразвук, ядрена медицина, мониторинг на пациенти, магнитен резонанс, компютърна томография и продукти за реанимация.
- Philips Research Laboratories, Кембридж – до 2008 г. със седалище в Редхил, Съри. Първоначално това са били Mullard Research Laboratories.

В миналото Philips UK включва също: 
- Производство на консумативи в Кройдън
- Производство на катодно-лъчеви тръби за телевизори Mullard Simonstone, Ланкашър
- Philips Business Communications, Кембридж: предлагат продукти за предаване на звук и данни, най-вече CRM приложения, IP телефония, мрежови данни, гласова обработка, командни и контролни системи и безжични и мобилни телефония. През 2006 г. фирмата участва в 60/40 джойнт венчър с NEC. NEC по-късно придобива 100% от собствеността и бизнеса е преименуван на NEC Unified Solutions.
- Philips Electronics Блекбърн Ланкашър; вакуумни тръби, кондензатори, апарати с няколко линии, компактдискове, CD-та.
- Philips Domestic Appliances Hastings: Проектиране и производство на електрически кани, вентилатори, плюс създателят на бранда EKCO „Thermotube“ Tubular Нагреватели и „Hostess“ количка за притопляне на храна
- Philips Semiconductors, Хейзъл Гроув, Стокпорт, Манчестър и Саутхамптън, Хемпшир, които по-рано са били част от Mullard, също стават част от NXP.
- London Carriers, отдел логистика и транспорт.
- Mullard Equipment Limited (MEL), която произвежда продукти за военните
- Pye Telecommunications Ltd в Кембридж
- TMC Limited в Малмсбъри, Уилтшир

### Северна Америка

#### Канада
Philips Канада е основана през 1934 г. Тя е добре позната в системата за медицински съоръжения за диагностика и терапия, осветителни технологии, самобръсначки, и потребителска електроника. 
Канадската централа е разположена в Маркам, Онтарио. 
В продължение на няколко години Philips произвежда осветителни тела в две канадски фабрики. В Лондон, Онтарио, открито звено през 1971 г. за производство на А19 лампи (включително „Роял“ крушки с дълъг живот), PAR38 лампи и T19. Philips затваря фабриката през май 2003 г. Заводът Троа Ривиер, Квебек е съоръжение на Westinghouse, което Philips продължава да поддържа след закупуването на отдела за производство на лампи Westinghouse през 1983 г. Philips затваря тази фабрика няколко години по-късно.

#### Мексико
Philips Mexicana SA de CV е със седалище в Мексико Сити. Philips Lighting има производствени съоръжения в: Монтерей, Нуево Леон; Сиудад Хуарес, Чихуахуа; и Тихуана, Баха Калифорния. Philips Consumer Electronics разполага с производствена база в Сиудад Хуарес, Чихуахуа. Philips Domestic Appliances в миналото разполагали с голяма фабрика в областта на индустриалната част на Мексико Сити, но тя е закрита през 2004 година. 

#### САЩ
Централата на Philips Electronics в Северна Америка се намира в Андовър, Масачузетс. Philips Lighting има своя корпоративен офис в Съмърсет, Ню Джърси, с производствени фабрики в Денвил, щата Кентъки, Баня, Ню Йорк, Салина, Канзас и Париж, щата Тексас и дистрибуторски центрове в Маунтин Топ, Пенсилвания, Онтарио, Калифорния и Мемфис, Тенеси. Philips Healthcare е със седалище в Андовър, Масачузетс. Отдел Продажби на Северна Америка е базирана в Ботел, Вашингтон. Има и производствени съоръжения в Андовър, Масачузетс, Ботел, Вашингтон, Балтимор, Мериленд, Кливланд, Охайо, Форест Сити, Калифорния, Мелбърн, Флорида, Милпитас, Калифорния и Рийдсвил, Пенсилвания. Philips Healthcare притежава в миналото и фабрика в Ноксвил, Тенеси. Philips Consumer Lifestyle има свой корпоративен офис в Стамфорд, Кънектикът. Притежава и завод в Сноуклайми, Вашингтон, която произвежда Sonicare електрически четки за зъби. Philips Lighting има офис Color Kinetics в Бърлингтън, щата Масачузетс. Philips Research North American е със седалище в Брайарклиф Манор, Ню Йорк. 
През 2007 г., Philips сключва споразумение за окончателното сливане на North American осветителни тела с фирма Genlyte Group Incorporated, което поставя дружеството на водеща позиция сред северноамериканските производители на осветителни, продукти свързани с широка гама от приложения, включително SSL осветление. Компанията също така придобива Respironics, което е от значителна полза за нейния сектор за здравеопазване. На 21 февруари 2008 г. Philips приключва придобиването на VISICU Балтимор, Мериленд. VISICU е създател на концепцията eICU за използване на телемедицината от централизирано звено за наблюдение и грижа за пациентите от интензивните отделения.

### Океания

#### Австралия и Нова Зеландия
Philips Австралия е основана през 1927 г. и е със седалище в Норт Райд, Ню Саут Уелс. От там се извършват дейности и за Нова Зеландия. Понастоящем в компанията работят около 800 души. Регионалните продажби и поддръжката на офиси е разположена в Мелбърн, Бризбейн, Аделаида и Пърт. 
Текущите дейности включват: Philips Healthcare (отговаря и за дейностите в Нова Зеландия); Philips Lighting (отговаря и за дейностите в Нова Зеландия); Philips Consumer Lifestyle (отговаря и за дейностите в Нова Зеландия); Philips Dictation Systems; Philips Home Healthcare (по-рано Respironics); Philips Dynalite (системи за контрол на осветлението, придобити през 2009 г.); и Philips Selecon (производство и дизайн на осветление за развлекателни цели). 

### Южна Америка

#### Бразилия
Philips do Brasil е основана през 1924 г. в Рио де Жанейро. През 1929 г., Philips започва да продава радиоприемници. През 1930 г. Philips произвежда своите крушки и радиоприемници в Бразилия. През Втората световна война 1939 – 1945 г. бразилския клон на Philips е принуден да продава велосипеди, хладилници и инсектициди. След края на войната Philips има голяма индустриална експанзия в Бразилия и е сред първите големи компании, които се установяват в свободната зона за търговия Манаус. През 1970 г., Philips Records е основен играч в бразилската звукозаписна индустрия. В днешно време, Philips do Brasil е една от най-големите чуждестранни компании в Бразилия.

### Минали дейности
Polymer Vision, производителят на Readius, е отцепена от Philips Electronics. През май 2011 г., Polymer Vision проектира и произвежда 6-инчов екран, който изобразява черно и бели текстове с е-мастило и изображения с размер 800×600 пиксела. Той може да се навива около тръба с диаметъра на стотинка. 
Philips също навлизат и на пазара на фармацевтични продукти с компания по известна под името Philips-Duphar, произвеждаща продукти за растителна защита, ветеринарната медицина и продукти за употреба при хората. Duphar е продадена на Солвей през 1990 г. През следващите години Солвей продадава всички свои подразделения на други дружества. 
Звукозаписното поделение на Philips, PolyGram, е продадено на Seagram през 1998 г. и се влива в Юнивърсъл Мюзик Груп. Philips Records продължава да функционира като част от Юнивърсъл Мюзик Груп. 
Origin, сега част от Atos Origin, е бивше подразделение на Philips. 
ASM Lithography е отцепено от отдел на Philips.
NXP Semiconductors, известна по-рано като Philips Semiconductors, е продадена на консорциум от частни инвеститори през 2006 г. На 6 август 2010 г. NXP приключва своята дейност, разпродавайки акциите си на NASDAQ. 
Преди Philips са продавали големи домакинските уреди (бяла техника) под името Philips. След продажбата на отдела за големи домакински уреди (Major Domestic Appliances) на Whirlpool Corporation марката на продуктите се променя от Philips Whirlpool и Whirlpool Philips на само Whirlpool. Whirlpool изкупуват 53% от производството на бяла техника на Philips и формират Whirlpool International. Whirlpool изкупува останалия дял на Philips в Whirlpool International през 1991 година. 
Philips Cryogenics се отцепва през 1990 г., за да образува Stirling Cryogenics BV. Тази компания все още функционира в областта на разработването и производството на криогенни охладителни системи. 
Philips Северна Америка разпространява продукти на AKG Acoustics под марките AKG of America, Philips Audio/Video, Norelco and AKG Acoustics Inc., докато AKG създава свое подразделение в Северна Америка в Сан Леандро, Калифорния през 1985 година (по-късно AKG North American се премества в Нортридж, Калифорния.)

## Продукти
Основните продукти на Philips са дребна техника и електрически уреди (включително смартфони, аудио техника, Blu-ray плеъри, компютърни аксесоари, телевизори, дребни домакински уреди и самобръсначки; здравни продукти (включително CT скенери, ЕКГ оборудване, мамографско оборудване, оборудване за мониторинг, ЯМР скенери, оборудване за радиография, оборудване за реанимация, ултразвуково оборудване и рентгеново оборудване); и осветителни продукти (включително вътрешни осветителни тела, осветителни тела за открити пространства, автомобилно осветление, лампи, контрол на осветление и осветителни електроника).

### Иновации в битовата електроника
- 1951 – самобръсначка Philishave с две въртящи се глави, на американския пазар излиза под марката Norelco
- 1963 – популярните звукозаписни касетки с магнитна лента Compact cassette, едно голямо пазарно постижение
- 1964 – Philicorda е първият в света домашен електронен орган
- 1967 – първият цветен телевизор в Европа
- 1972 – първият в света домашен видеорекордер
- 1978 – излиза на пазара първият плейър Laserdisc, начало на много иновации във високите технологии
- 1979 – технология за видеозапис Video 2000, перфектен в техническо отношение дизайн, но без пазарен успех
- 1980 – първата енергоспестяваща лампа, серия SL
- 1981 – първата компактна енергоспестяваща лампа, серия PL
- 1982 – нова голяма иновация – първият компактдиск в партньорство със Sony
- 1991 – технологията CD-i, интерактивен компактдиск с многобройни мултимедийни приложения, вкл. конзоли за видеоигри[8], но с ограничен пазарен успех
- 1992 – излиза форматът Digital Compact Cassette, който има злощастна съдба
- 1995 – конзола за видеоигри Atari Jaguar CD за Atari
- 1996 – първият преносим цифров диктофон
- 1997 – Philips в кооперация с други фирми извежда на пазара формата DVD
- 1999 – излиза форматъта Super Audio CD в партньорство със Sony.
- 2001 – първият DVD рекордер DVDR1000
- 2001 – кафемашината Senseo, съвместно с Douwe Egberts, една иновация в бранша.
- 2002 – Sonicare – електрическа четка за зъби с патентована ултразвукова технология
- 2004 – технологията Mirror TV, използвана в серията телевизори MiraVision
- 2006 – излиза форматът Blu-ray Disc в партньорство със Sony и други фирми
- 2008 – плоския кинескоп WOW VX, една технология за 3D телевизия
- 2008 – MASTER Classic е първият пазарен продукт с енергоспестяваща халогенна лампа с високо напрежение

### Продукти за лична грижа
Philips Healthcare продуктите включват: 
| - Кардиология (Xcelera) - XIRIS - IntelliSpace - Сърдечно-съдова X-Ray система - Компютърна томография (КТ) - Флуороскопия - Магнитен резонанс (MRI) - Подвижни C-Arms за изобразяване на рентгеновите лъчи - Нуклеарна медицина - PET (позитронно-емисионна томография) - Компютърна система за PET - Рентгенография - Радиационна онкология Systemsroots - Ултразвук Диагностична ЕКГ - Аксесоари - Оборудване - Софтуер - Philips AVENT - Philips Lumea | - Мониторинг на анестетичен газ - Кръвно налягане - Капнографски продукти - D.M.E. – медицинска техника с удължен живот - Диагностика на смущения на съня - ЕКГ - Enterprise Patient Informatics SolutionsOB TraceVue - OB TraceVue - Compurecord - ICIP - eICU програма - Emergin - Хемодинамика - IntelliSpace PACS - IntelliSpace Portal - Измервателни сървъри - Neurophedeoiles - Пулсоксиметрия - Температура - Транскутанни апарати - Вентилация - ViewForum - Xcelera - XIRIS - Xper за управление на информация |

## Лого на Филипс
- Първото лого на Philips, въведено през 1938
- Логото, използвано от 1968 до март 2008[9]
- Логото, използвано до ноември 2013
- Логото, въведено през ноември 2013
- Сегашното лого

## Спорт и спонсорство
„Philips“ има традиции при инвестирането в спорт, първоначално като здравословен начин за почивка на работниците си. През 1913 г., при честване на 100-годишнината от независимостта на Нидерландия, „Philips“ основава спортния клуб Philips Sport Vereniging, познат днес като ПСВ Айндховен. Той включва много видове спорт, но най-известен е с футболния си отбор. Фирмата притежава правата върху името на едноименния стадион, който днес е дом на футболния отбор.
В чужбина Philips спонсорира редица спортни клубове, съоръжения и състезания. След първенството през 1978 в Аржентина е официален спонсор на Световното първенство по футбол.
Philips притежава права върху името на стадиона Philips Arena в Атланта, Джорджия; на първата баскетболна лига Philips Championship в Австралия; от 1988 до 1993 е спонсор на австралийския отбор по ръгби Balmain Tigers.
Извън спорта Philips спонсорира рок фестивала Philips Monsters of Rock festival, който се провежда в много страни по света.

## Активности свързани с околната среда

### Зелени инициативи
Philips дава старт на инициативата EcoVision4, в която се ангажира с редица положителни екологични подобрения през 2012 г. 
Също така Philips отбелязва своите „зелени“ продукти с логото Philips Green, за да ги идентифицира като продукти, които имат значително по-добри екологични показатели в сравнение с техните конкуренти или предшественици. 

### L-Prize състезание
През 2011 г. Philips получава като награда от Министерството на енергетиката на САЩ 10 милиона долара заради спечелването на състезанието L-Prize със създадения от тях високо ефективен заместител на стандартната 60-W електрическа крушка с нажежаема жичка, който има и дълъг експлоатационен живот. Въпросната LED електрическа крушка става достъпна за потребителите през април 2012 г. и произвежда малко повече от 900 лумена при входяща мощност от само 10 W. 

### Грийнпийс класиране
В класацията на Грийнпийс от 2012, подреждаща производителите на електроника по следните параграфи: устойчивост, климат, енергия и доколко са „зелени“ техните продукти, Philips се нарежда на 10-о място с резултат 3,8/10. Компанията е най-резултатна в секцията „енергия“, заради нейната дейност по убеждаването на ЕС да предприеме мерки за понижаването на емисиите на парникови газове с 30% до 2020 г. Марката получава признание и за новите си продуктови линии, лишени от съдържанието на PVC пластмаса и бромови забавители на горенето (BFRs). Въпреки това журито критикува Philips за начина, по който извлича влакната за производство на хартия, като се аргументира, че трябва да се развива политика на възлагане на обществени поръчки, която изключва доставчици, участващи в обезлесяване и незаконна сеч.
Филипс са постигнали значителен напредък от 2007 г. насам (когато за първи път влиза в тази класация), по-специално чрез подкрепа за принципи за индивидуална отговорност на производителя, което означава, че компанията поема отговорност за негативното въздействие, което произвежданите от нея уреди имат, стоейки на сметища навсякъде по света. 